# Fürstenwald (Quartier)

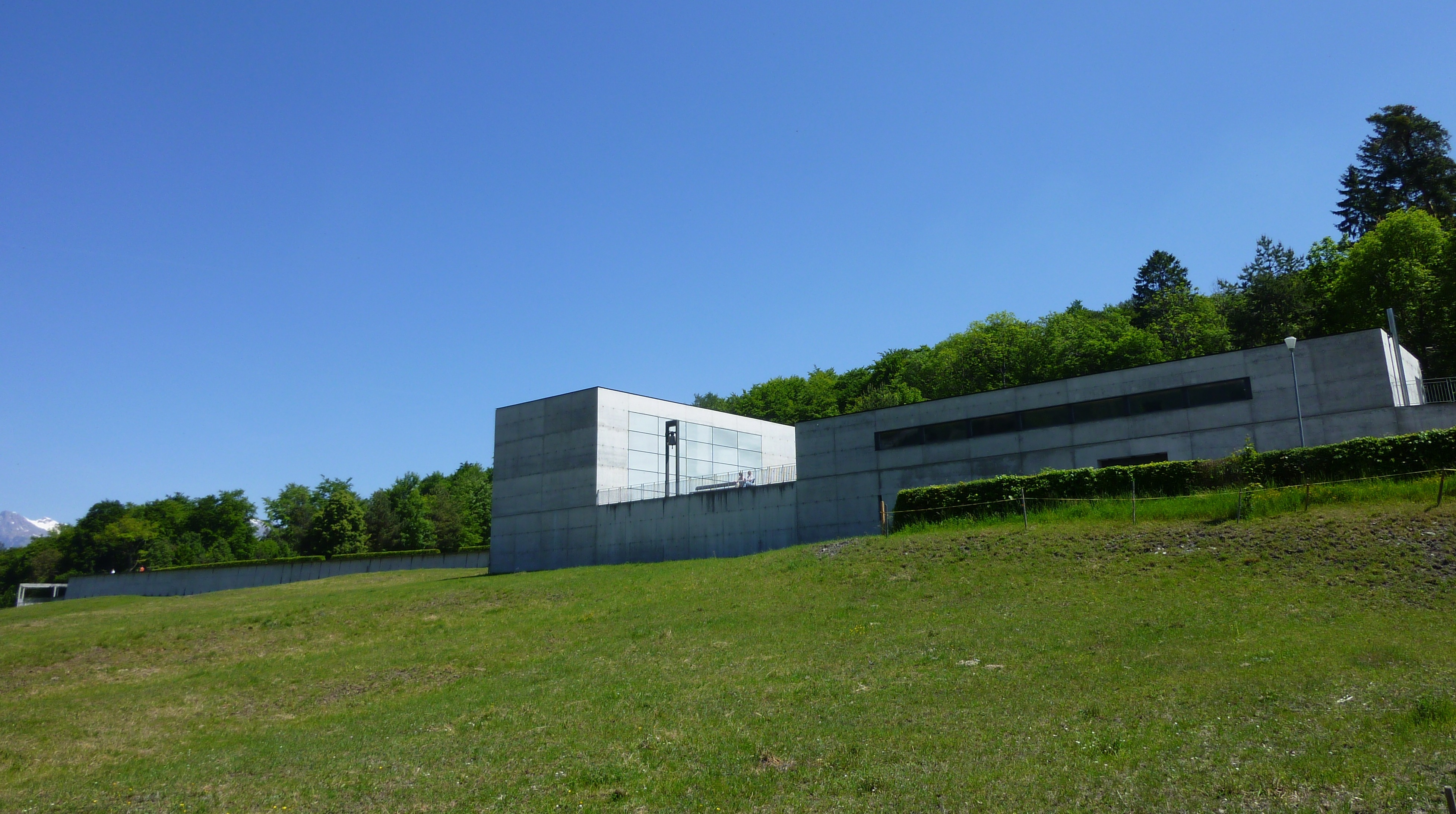
Friedhof Fürstenwald unterhalb des Fürstenwalder Forsts

Das Quartier Fürstenwald ist ein Ortsteil im Nordosten der Stadt Chur im schweizerischen Kanton Graubünden. Es besteht im Wesentlichen aus einem Waldgebiet und ist bekannt durch den Friedhof «Fürstenwald», den grössten der Stadt. Architekt der Anlage war der Churer Architekt Urs Zinsli mit dem bekannten Landschaftsarchitekten Dieter Kienast aus Zürich. In Fürstenwald liegt zudem die psychiatrische Klinik Waldhaus. 
Erschlossen wird die Gegend durch die Linie 2 der Churer Buslinie. Bei der Endstation Fürstenwald oberhalb der psychiatrischen Klinik beginnt das grösste Naherholungsgebiet von Chur.
Das Quartier Fürstenwald grenzt im Westen an das Quartier Masans. 